# Edifici de gran altura

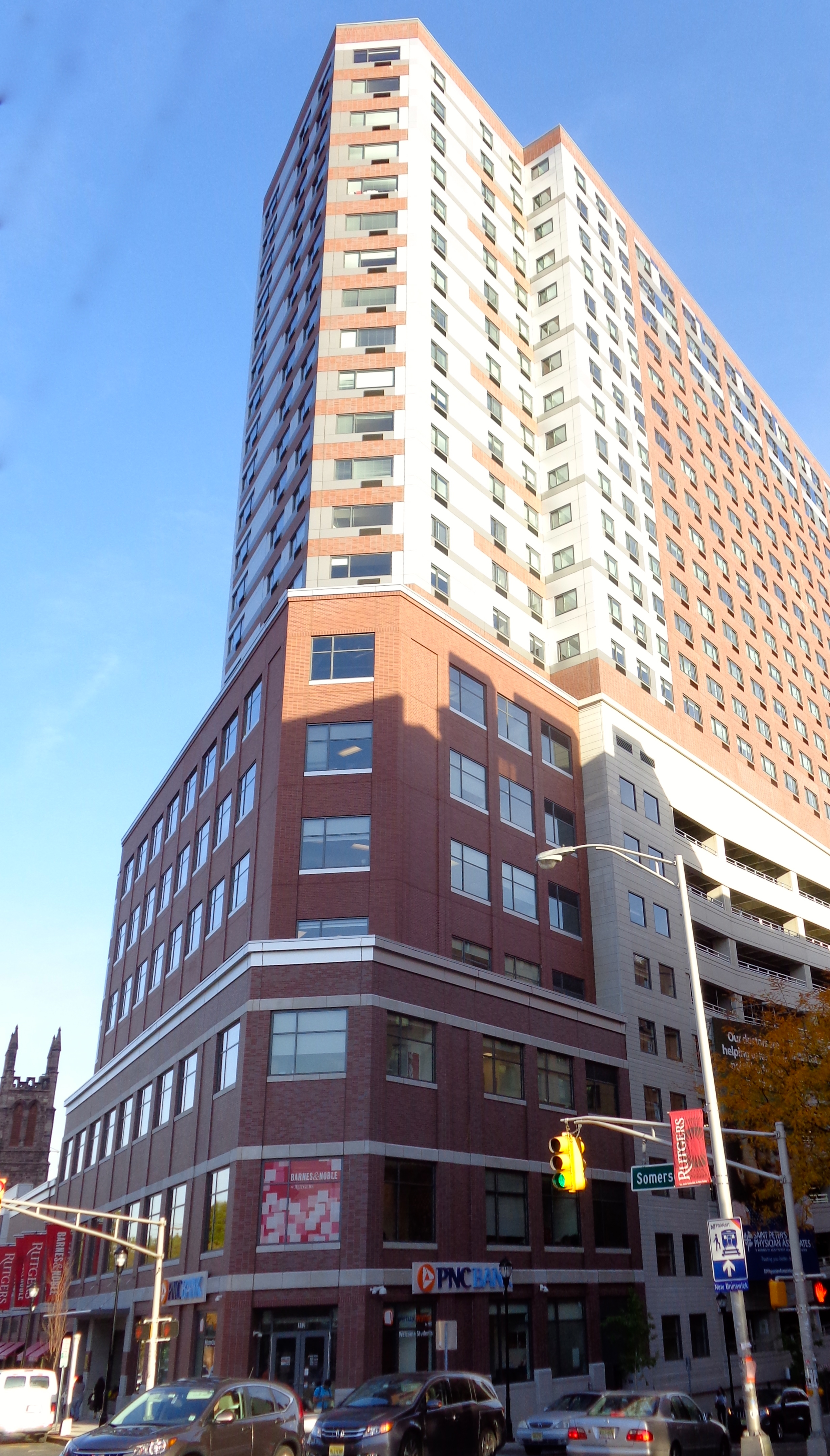
Una torre de gran alçada al centre de New Brunswick, Nova Jersey, EUA

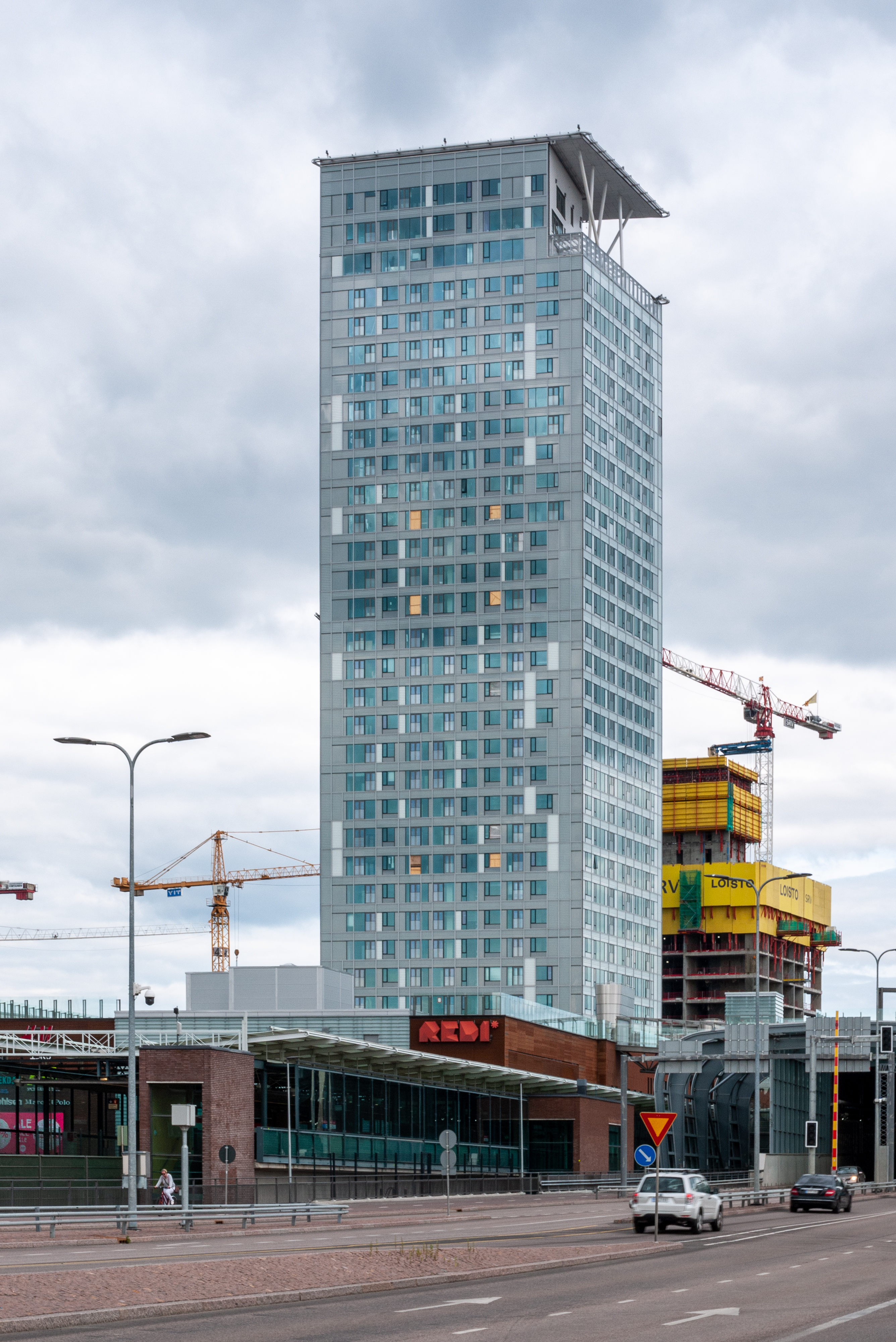
Un edifici de gran alçada a Majakka a Kalasatama, Hèlsinki

Un edifici de gran alçada és un edifici alt, a diferència d'un edifici de poca alçada i es defineix de manera diferent en termes d'alçada segons la jurisdicció. A Catalunya, es considera edifici de gran alçada a partir de 50 metres. S'utilitza com a edifici residencial, d'oficines o altres funcions, com ara hotel, comerç minorista o amb múltiples finalitats combinades. Els edificis residencials de gran alçada també es coneixen com a blocs. Un edifici de gran alçada molt alt es coneix com a gratacels.
Els edificis de gran alçada es van fer possibles amb la invenció de l'ascensor (ascensor) i amb materials de construcció més abundants i menys costosos. Els materials utilitzats per al sistema estructural d'edificis de gran alçada són el formigó armat i l'acer. La majoria dels gratacels d'estil nord-americà tenen un marc d'acer, mentre que els blocs residencials solen estar construïts amb formigó.
Les estructures de gran alçada suposen reptes de disseny particulars per als enginyers estructurals i geotècnics, especialment si es troben en una regió sísmicament activa o si els sòls subjacents tenen factors de risc geotècnic com ara una alta compressibilitat o fang de badia. També suposen seriosos reptes als bombers durant les emergències en estructures de gran alçada. El disseny d'edificis nous i antics, sistemes d'edificis com el sistema de canonades de l'edifici, sistemes de climatització (calefacció, ventilació i aire condicionat), sistema d'aspersió contra incendis i altres coses com les evacuacions d'escales i ascensors plantegen problemes importants i calen condicions constructives específiques. Sovint calen estudis per assegurar-se que s'aborden els problemes de confort i perill del vent per als vianants. Per permetre una menor exposició al vent, transmetre més llum del dia al terra i semblar més esvelts, molts gratacels tenen un disseny amb retranqueig.
Els edificis d'apartaments tenen avantatges tècnics i econòmics a les zones d'alta densitat de població i s'han convertit en un tret distintiu dels allotjaments d'habitatge a pràcticament totes les zones urbanes densament poblades del món. En contrast amb les cases de poca alçada i les unifamiliars, els blocs d'apartaments acullen més habitants per unitat de superfície de sòl i redueixen el cost de la infraestructura municipal.

## Definició
Diversos organismes han definit "de gran alçada":
- Alemanya els defineix com les construccions amb un darrer pis a més de 22 metres d'altura, Bèlgica a 25 metres, Portugal a 28, Dinamarca, Àustria i Suïssa, els edificis de més de 8 plantes el darrer pis a més de 22 metros. França si la distancia entre el nivell del terreny i el forjat és de 50 metres (28 per a habitatges).[4]
- L'enciclopèdia britànica considera un edifici de quaranta pisos o més i més alt de 150 metres es considera generalment un gratacels.[5]
- Emporis defineix un gratacel com "Una estructura de diversos pisos d'entre 35 i 100 m d'alçada, o un edifici d'alçada desconeguda de 12 a 39 pisos."[6]
- Segons el codi d'edificació d'Hyderabad, un edifici de gran alçada és un de quatre pisos o més, o de 15 a 18 m o més d'alçada.[7]
- El New Shorter Oxford English Dictionary defineix un gratacel com "un edifici amb moltes plantes".
- La Conferència Internacional sobre Seguretat contra incendis en edificis de gran alçada va definir gran altura com "qualsevol estructura on l'alçada pugui tenir un impacte greu en l'evacuació".[8]
- Als EUA, l'Associació Nacional de Protecció contra Incendis defineix un gratacel com a més de 75 peus (23 m), o unes set grups de plantes.[9]

## Història

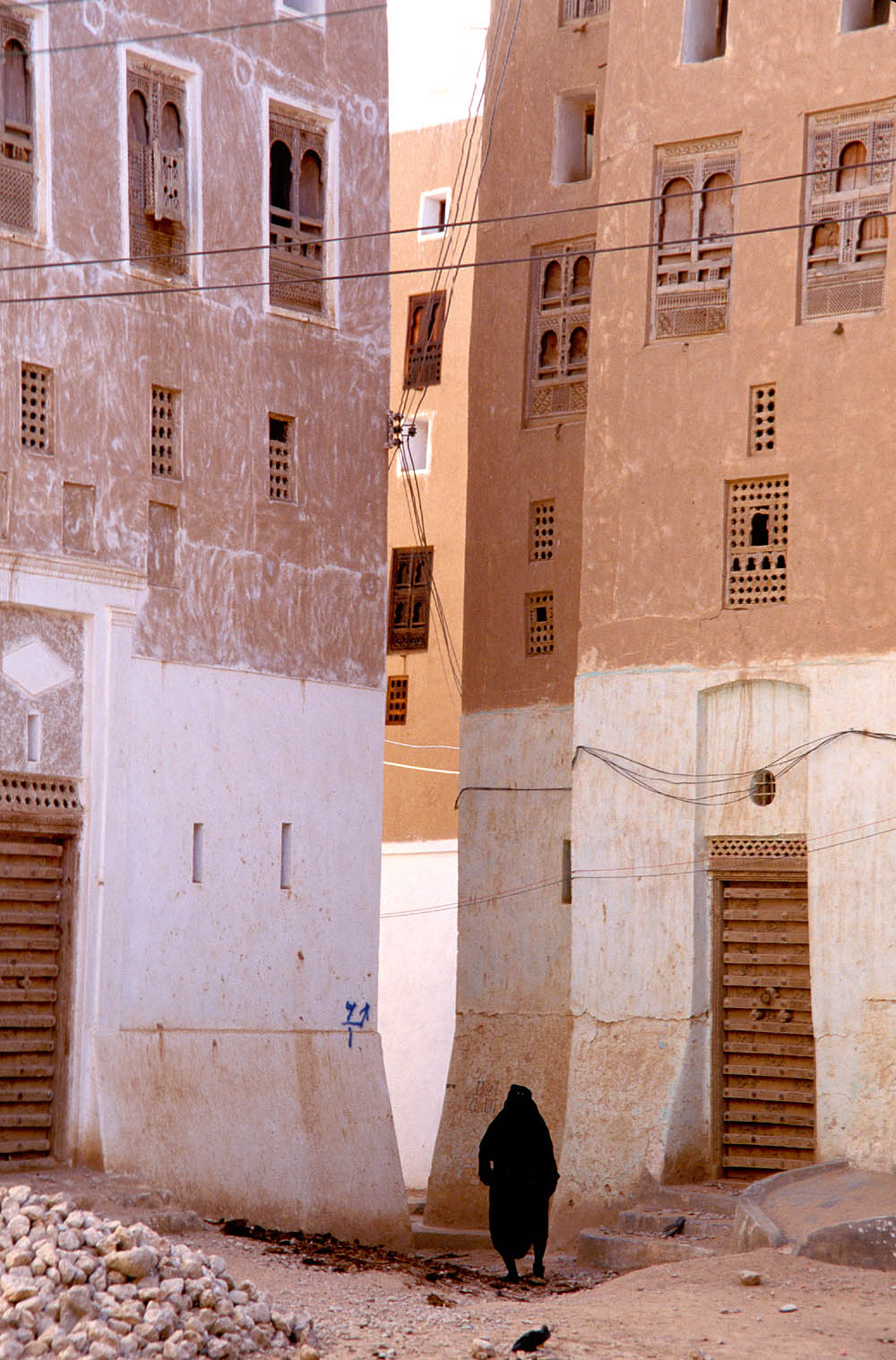
Aquests blocs de torres es van construir a Shibam, Iemen, al, i són els edificis de tàpia més alts del món, alguns de més de 30 m alt.

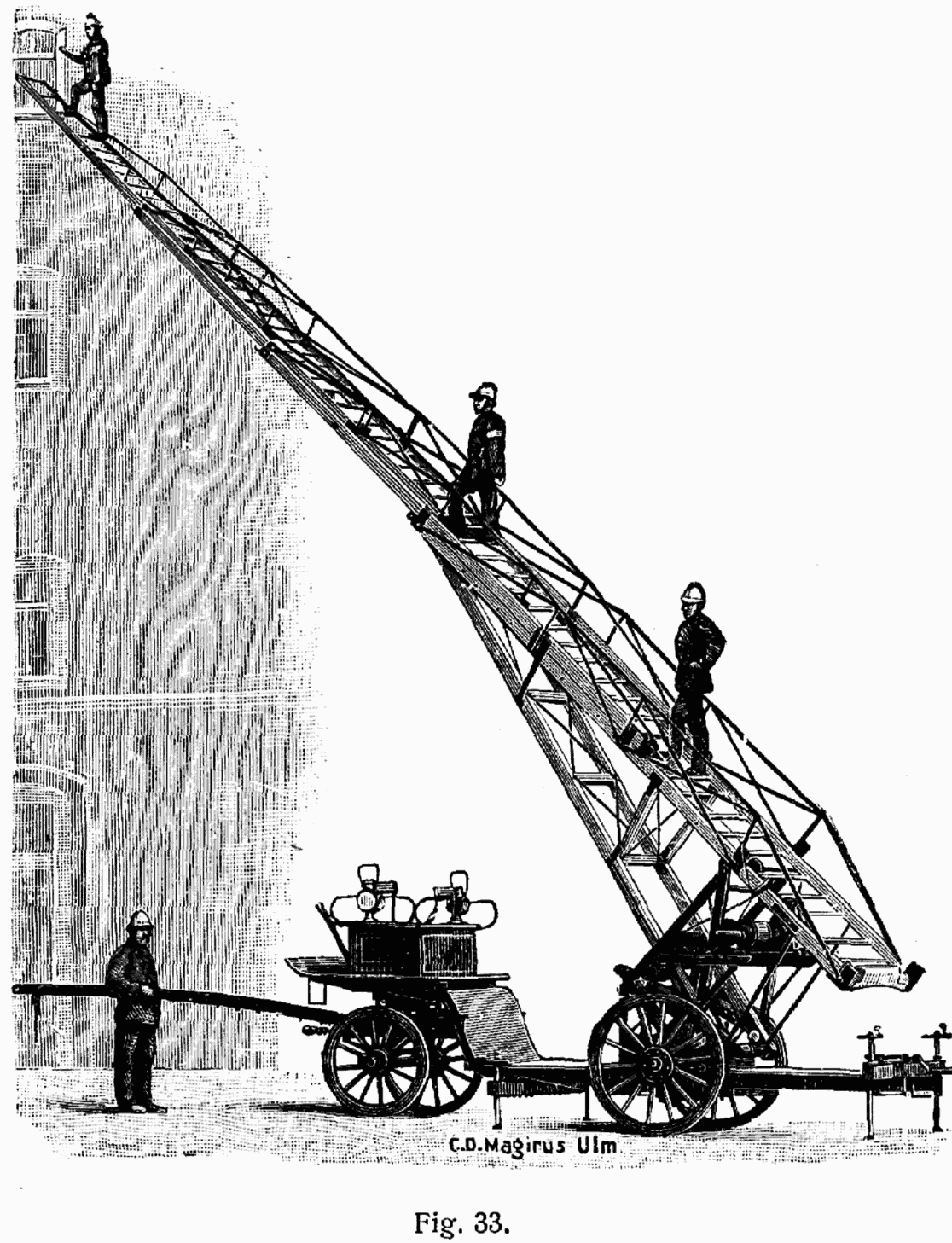
Escala corredissa per als bombers l'any 1904

Els edificis d'apartaments de gran alçada ja s'havien construït en l'Antiguitat clàssica: les Insula a l'antiga Roma i diverses altres ciutats de l'Imperi Romà, algunes de les quals podrien haver arribat a deu pisos o més, segons es diu, una tenia 200 graons. A causa de la destrucció causada per l'esfondrament de les insula, diversos emperadors romans, començant per August (r. 30 aC - 14 dC), van establir límits de 20 a 25 m per a edificis de diversos pisos, però van tenir un èxit limitat, ja que aquests límits sovint eren ignorats malgrat la probabilitat que les insulae més altes s'enfonsessin. Els pisos inferiors estaven ocupats normalment per botigues o famílies benestants, mentre que els pisos superiors eren llogats a les classes més baixes. Els Papirs d'Oxirrinc supervivents indiquen que fins i tot existien edificis de set pisos a lesciutats de província, com l'Hermòpolis Magna del segle iii a l'Egipte romà.
A l' Egipte àrab, la capital inicial de Fustat albergava molts edificis residencials de gran alçada, d'uns set pisos d'alçada que, segons es diu, podien acollir centenars de persones. Al-Muqaddassí, al segle x, els va descriure com a minarets semblants, mentre que Nasir Khusraw, a principis del segle xi, va descriure alguns d'ells pujant fins a 14 pisos, amb jardins al terrat al pis superior amb rodes d'aigua tirades per bous per regant-los. Al segle xvi, El Caire també tenia edificis d'apartaments de gran alçada on els dos pisos inferiors tenien finalitats comercials i d'emmagatzematge i els múltiples pisos que hi havia a sobre es llogaven a llogaters.
Moltes ciutats medievals importants tenien un gran nombre de torres urbanes de gran alçada, que complien finalitats defensives però també representatives. Les Torres de Bolonya eren entre 80 i 100 alhora, la més gran de les quals encara ascendeix a 97,2 m. A Florència, una llei de 1251 va decretar que tots els edificis urbans havien de ser reduïts a una alçada inferior a 26 m, el reglament es va posar immediatament en vigor. Fins i tot ciutats mitjanes com San Gimignano se sap que comptaven amb 72 torres de fins a 51 m d'alçada.
El poble hakka al sud de la Xina ha adoptat estructures de vida comunals dissenyades per ser fàcilment defensables en les formes de Weilongwu (围龙屋) i Tulou (土楼), aquests últims són grans edificis de terra tancats i fortificats, d'entre tres i cinc pisos d'alçada i habitatge fins a 80 famílies. El tulou més antic que es conserva data del segle XIV.
Al segle XVI es van construir edificis alts a Xibam, al Iemen. Les cases de Xibam estan fetes totes amb maons de fang, però unes cinc-centes d'elles són cases torre, que s'eleven entre cinc i setze pisos, amb cada pis amb un o dos apartaments. Aquesta tècnica de construcció es va implementar per protegir els residents dels atacs beduïns. Mentre que Shibam existeix des de fa uns dos mil anys, la majoria de les cases de la ciutat daten del segle XVI. La ciutat té els edificis de fang més alts del món, alguns de més de 30m d'alçada. Shibam ha estat anomenat "un dels més antics i millors exemples de planificació urbana basada en el principi de construcció vertical" o " Manhattan del desert".
La definició de l'enginyer d'edificis de gran alçada prové del desenvolupament dels camions de bombers a finals del segle xix. Magirus havia mostrat la primera escala lliscant de roda dentada el 1864. La primera escala giratòria tirada per cavalls es va desenvolupar l'any 1892 que tenia una longitud de 25 metres. L'escala d'extensió va ser motoritzada per Magirus l'any 1904. La definició d'un màxim de 22 metres per a la planta més alta era habitual en la normativa d'edificació de l'època i encara ho és avui a Alemanya. L'alçada comuna de les escales giratòries va arribar més tard als 32 metres (100 peus), de manera que els 30 metres són un límit comú en algunes normatives de construcció actuals, per exemple a Suïssa.
Actualment, l'edifici d'apartaments de gran alçada més alt del món és la Torre de Central Park a Billionaires' Row a Midtown Manhattan, amb una 1,550 peus (470 m).

## Desenvolupament modern

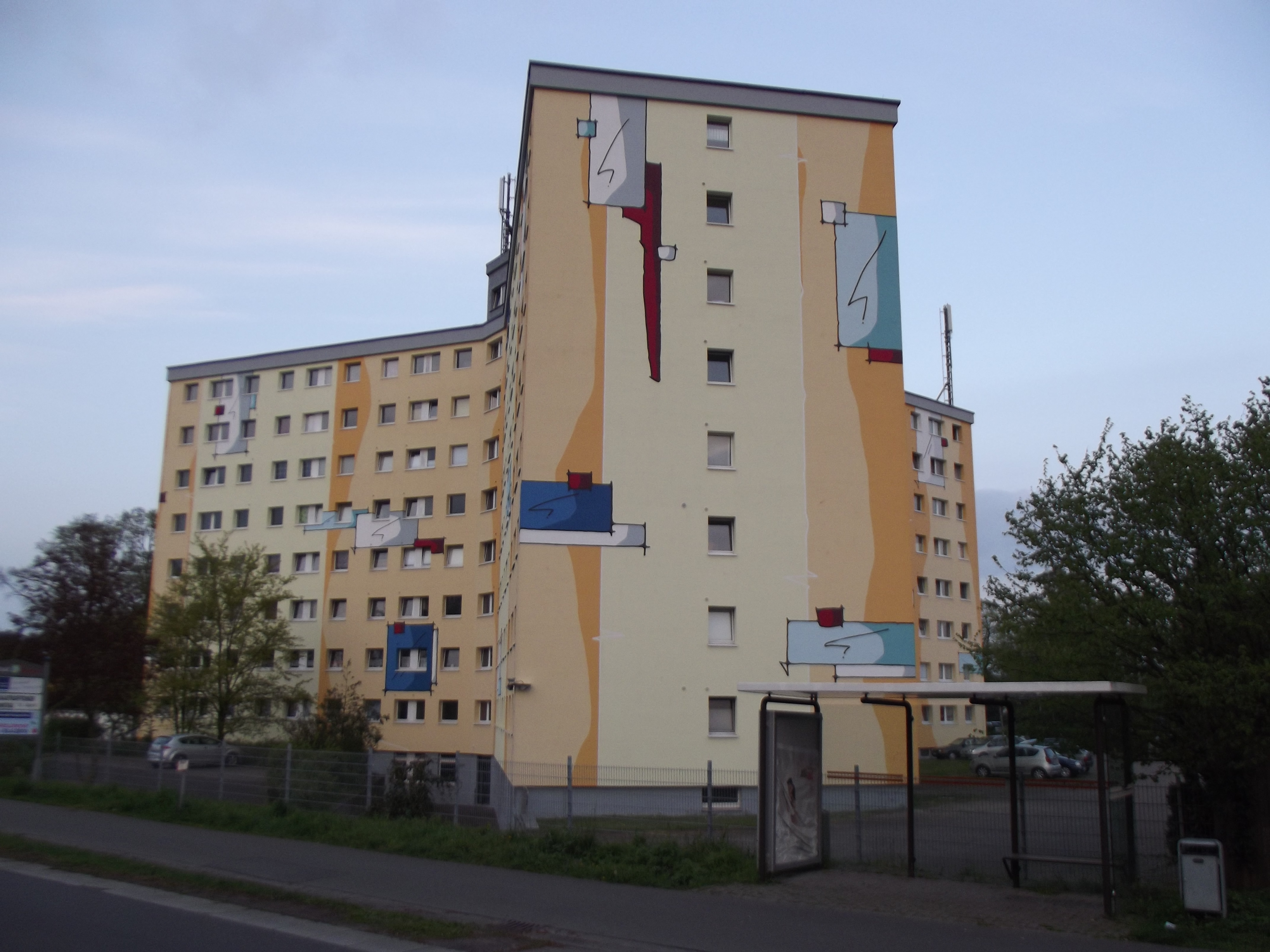
Un bloc residencial a Steinfurt, Westfàlia, Alemanya, formant una "Y"

La torre residencial fet d'un entramat de formigó és una característica de l'arquitectura moderna. Exemples influents inclouen la «unitat d'habitatge» o unité d'habitation de Le Corbusier, repetida a diverses ciutats europees. La primera era la Cité radieuse a Marsella (1947–52), construïda amb béton brut, formigó en brut, com que hi havia escassetat d'acer a la França de postguerra. Els blocs de torres residencials van esdevenir l'estàndard de l'habitatge de poblacions urbanes desplaçades per l'eliminació dels barris marginals i la renovació urbana. Els projectes de gran alçada després de la Segona Guerra Mundial van rebutjar típicament els dissenys clàssics dels primers gratacels, en comptes d'adoptar l'estil internacional uniforme; molts gratacels antics es van redissenyar per adaptar-se als gustos contemporanis o fins i tot es van enderrocar, com ara el Singer Building de Nova York, una vegada el gratacel més alt del món. Tanmateix, amb els moviments del postmodernisme, el Nou Urbanisme i la Nova Arquitectura Clàssica, establerts des dels anys vuitanta, un enfocament més clàssic va tornar al disseny global de gratacels, que és popular avui.
Altres estils i moviments contemporanis en el disseny de gratacels inclouen orgànic, sostenible, neofuturista, estructuralista, d'alta tecnologia, deconstructivista, blob, digital, racionalitzat, novetat, regionalista crític, Arquitectura popular, Neo Art Déco i neohistoricista, també conegut com a neohistoricista o revivalista.

## Blocs o Torres verdes

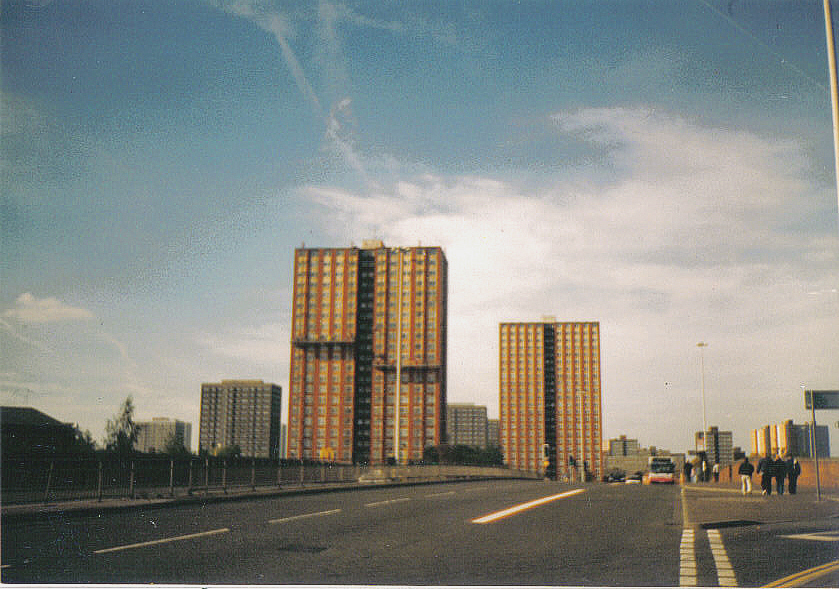
Salford blocs de torre l'any 2001. Al Regne Unit, els blocs de torre es van construir majoritàriament entre els anys 50 i 70.

Els blocs o torres verdes tenen algun esquema de plantes vives o sostres verds o panells solars als seus terrats o incorporen altres característiques de disseny respectuoses amb el medi ambient.